# Пожару
Пожару (рум. Pojaru) — село у повіті Горж в Румунії. Входить до складу комуни Бустукін.
Село розташоване на відстані 197 км на захід від Бухареста, 34 км на схід від Тиргу-Жіу, 68 км на північ від Крайови.

## Населення
За даними перепису населення 2002 року у селі проживали 390 осіб, усі — румуни. Усі жителі села рідною мовою назвали румунську.